# Igor Alexandrowitsch Chripunow
Igor Alexandrowitsch Chripunow (russisch Игорь Александрович Хрипунов, wiss. Transliteration Igor' Aleksandrovič Chripunov; * 21. Dezember 1980 in Woskressenskaja, Oblast Saratow, Sowjetunion) ist ein russischer Schauspieler.

## Leben
Chripunow wurde am 21. Dezember 1980 in Woskressenskaja als Sohn eines Ingenieurs geboren. Er machte seinen Abschluss an der Theaterschule Saratow und 2007 seinen Abschluss an der Moskauer Kunsttheaterschule, Fachbereich Schauspiel. Als Theaterdarsteller wirkte er an den Bühnen des Pädagogischen Theaters der Moskauer Kunsttheaterschule, des Moskauer Schauspielhauses, des Moskauer Theaters und des Moskauer Kunsttheaters. Ab Mitte der 2000er Jahre folgten erste Rollen in Film- und Serienproduktionen. 2012 hatte er im Film Im Nebel die Rolle des Mirokha inne. 2015 hatte er sowohl eine Nebenrolle als Khromov im Film On the Road to Berlin sowie die Hauptrolle des Anton im Horrorfilm Der Fluch der Hexe – Queen of Spades. Weitere Filmrollen hatte er in Fürst der Finsternis, The Mermaid – Lake of the Dead und T-34.

## Filmografie (Auswahl)
- 2006: Playing the Victim (Изображая жертву/Izobrazhaya zhertvu)
- 2012: Im Nebel (В тумане/V tumane)
- 2015: On the Road to Berlin (Дорога на Берлин/Doroga na Berlin)
- 2015: Der Fluch der Hexe – Queen of Spades (Пиковая дама: Чёрный обряд/Pikovaya dama. Chyornyy obryad)
- 2017: The Bride (Невеста/Nevesta)
- 2017: Fürst der Finsternis (Вурдалаки/Vurdalaki)
- 2018: The Mermaid – Lake of the Dead (Русалка. Озеро мёртвых/Rusalka: Ozero myortvykh)
- 2018: T-34
- 2019: On the Edge (На краю/Na krayu, Fernsehserie, 8 Episoden)
- 2019: The Lightkeeper (Смотритель маяка/Smotritel mayaka, Mini-Serie, 12 Episoden)
- 2019: BeHappy (БиХэппи/BiKheppi, Fernsehserie, 8 Episoden)
- 2019: Elefant (Элефант)
- 2019: Cold Shores (Холодные берега, Fernsehserie, 8 Episoden)
- 2020: A Good Man (Хороший человек/Khoroshiy chelovek, Fernsehserie, 9 Episoden)
- 2021: The Ice Demon (Ледяной демон/Ledyanoy demon)

## Theater (Auswahl)
- Notizen aus dem Untergrund (Записки из подполья, Pädagogisches Theater der Moskauer Kunsttheaterschule)
- Januar (Январь, Moskauer Schauspielhaus)
- Leihen Sie sich einen Tenor (Одолжите тенора, Moskauer Schauspielhaus)
- Prozess (Процесс, Moskauer Theater)
- Buckelpferd (Конек-Горбунок, Moskauer Kunsttheater)
- Amadeus (Амадей, Moskauer Kunsttheater)
- Kizhe (Киже, Moskauer Kunsttheater)
- Die Dreigroschenoper (Трехгрошовая опера, Moskauer Kunsttheater)
- Der Pickwick Club (мистера Пиквика, Moskauer Kunsttheater)